# Heidi, jour après jour
Pour plus de détails, voir Fiche technique et Distribution.
Heidi, jour après jour (The Heidi Chronicles) est un téléfilm américain réalisé par Paul Bogart, sorti en 1995.

## Synopsis
Le film raconte l'histoire de Heidi Holland des années 1960 aux années 1980. Il dépeint le changement de la place des femmes dans la société à travers l'évolution des idées féministes de Heidi.

## Fiche technique
- Titre : Heidi, jour après jour
- Titre original : The Heidi Chronicles
- Réalisation : Paul Bogart
- Scénario : Wendy Wasserstein d'après sa pièce de théâtre The Heidi Chronicles
- Musique : David Shire
- Photographie : Isidore Mankofsky
- Montage : Stan Cole
- Production : Leanne Moore
- Société de production : TNT
- Pays :  États-Unis
- Genre : Drame
- Durée : 100 minutes
- Première diffusion : 
  -  États-Unis : 15 octobre 1995
  -  France : 11 février 2002

## Distribution
- Jamie Lee Curtis : Heidi Holland
- Tom Hulce : Peter Patrone
- Peter Friedman : Scoop Rosenbaum
- Kim Cattrall : Susan
- Eve Gordon : Lisa
- Sharon Lawrence : Jill
- Julie White : Fran
- Debra Eisenstadt : Denise
- Roma Maffia : Andrea
- Shari Belafonte : April Lambert
- John Saint Ryan : Nick
- Nicki Vannice : Becky
- Ivette Soler : Abby
- Erin Tavin : Marion
- Jessica Hecht : Chloe
- Bruce Nozick : Ray
- Carol Eve Rossen : Perry Jones
- Joseph Adams : Stanley
- Lisa Beth Allen : Clara
- Arthur Schimmel : Rabbi
- Steve Blackwood : Santa
- Jane Marla Robbins : Sandra Zucker Hall
- Monique Ornelas : Judy Holland

## Distinctions
Le film a été nommé pour quatre Primetime Emmy Awards et a remporté le Primetime Emmy Award du meilleur second rôle masculin dans une mini-série ou un téléfilm pour Tom Hulce. Il a également été nommé pour trois Golden Globes.